# Reichardia
Reichardia és un gènere de plantes amb flor de la família de les asteràcies.

## Particularitats
Són plantes menudes, molt similars a les del gènere Leontodon i Taraxacum.
Cal no confondre aquest gènere amb el gènere de mosques de la família Tachinidae amb el mateix nom.

## Taxonomia
- Reichardia arabica
- Reichardia baetica
- Reichardia crystallina
- Reichardia gaditana
- Reichardia intermedia
- Reichardia ligulata
- Reichardia orientalis
- Reichardia picroides - cosconilla
- Reichardia tingitana - cosconilla blanca